# Paroisse de Saint-André
Pour les articles homonymes, voir Saint-André.
La paroisse de Saint-André est à la fois une paroisse civile et un ancien district de services locaux (DSL) canadien du comté de Madawaska, à l'ouest du Nouveau-Brunswick. Le territoire de l'ancien DSL correspond à l'actuelle communauté rurale de Saint-André ainsi qu'à la partie nord de la ville de Grand-Sault.

## Chronologie municipale
La municipalité du comté de Madawaska est dissoute en 1966. La paroisse de Saint-André devient un district de services locaux en 1967.